# Fredaldo de Mende
Fredaldo, Fredardo o Frézal (f. Banassac, 828), fue un obispo franco, gobernó la diócesis de Gévaudan  y, según un texto legendario, fue un mártir. Es venerado como santo por la Iglesia Católica.
Aparece poco en textos históricos (sin participación en concilios) pero tiene una gran tradición oral.

## Hagiografía
Se le conoce como obispo de Gabali durante el reinado de Luis el Piadoso, hijo de Carlomagno. Su tarea más importante fue erradicar la idolatría de Gévaudan, en particular el ritual del lago de Saint-Andéol, cerca de Bonnecombes, una operación ya iniciada tres siglos antes por San Hilario de Mende.
La Vida del Santo nos cuenta que, habiendo llegado a la edad en la que la vejez empezaba a hacerse sentir, Fredardo seguía siendo robusto, para disgusto de su sobrino Bucilino, que estaba destinado a ocupar la silla del obispo a su muerte y le habría cortado la cabeza a su tío en su casa.
Una leyenda asociada afirma que fue el mismo diablo quien le indicó a Bucilinus cómo proceder, con el objetivo de deshacerse de su tío. También según la leyenda, el santo habría arrastrado la cabeza, arrancada, hacia atrás hasta el lugar donde le hubiera gustado ser enterrado. Sin embargo, esto nos diría que la sede episcopal no estaba en ese momento en Mende, sino en La Canourgue, ya que unos buenos cuarenta kilómetros separan a Mende del lugar de descanso de San Fredardo.
Esta cercanía de Fredardo a La Canourgue nos lleva a la tesis de que le gustaría que el santo perteneciera a la noble familia de Canilhac (señores de una de las baronías de Gévaudan, la de Canilhac), tesis de algunos historiadores sabiendo que era el hijo mayor de un "cónsul sumamente noble".

## Veneración
Su tumba es un sarcófago romano reutilizado y se encuentra en la capilla de San Fredardo, del siglo XII, en La Canourgue. La fuente contigua ya era conocida en época romana por sus virtudes terapéuticas.
Un milagro está asociado con su reliquia: de hecho, se habría opuesto a su traslado. En 1628, un obispo de Mende, Silvestro di Crusy de Marcillac, quiso llevar los restos del santo a la sede episcopal de la diócesis. Un texto nos informa que "el cuerpo del santo obispo fue hallado íntegro, fue llevado sin esfuerzo hasta la puerta pero fue imposible sacarlo por más esfuerzo que se hiciera, y de ello fueron testigos un gran número de personas".
El sarcófago fue posteriormente visitado varias veces, examinado en 1871 y luego el 22 de noviembre de 1894. Finalmente el esqueleto fue sometido a datación con el método de carbono-14 y autopsia y los datos obtenidos así como el examen de la autopsia confirmaron la leyenda en la fecha y motivos de muerte.
La memoria litúrgica de San Fredardo cae el 4 de septiembre.